# Psychotria vietnamensis
Psychotria vietnamensis är en måreväxtart som beskrevs av Markus Ruhsam. Psychotria vietnamensis ingår i släktet Psychotria och familjen måreväxter. Inga underarter finns listade i Catalogue of Life.